# Cézium-bromid
A cézium-bromid a cézium brómmal alkotott ionvegyülete, képlete CsBr. Rácsszerkezete egyszerű p típusú köbös, a cézium-kloridéhoz hasonló. Rácsállandója a = 0,42953 nm, a Cs+ és Br− ionok közti távolság 0,37198 nm.

## Előállítása
- Semlegesítéssel:

CsOH (aq) + HBr (aq) → CsBr (aq) + H2O (l)
Cs2(CO3) (aq) + 2 HBr (aq) → 2 CsBr (aq) + H2O (l) + CO2 (g)
- Elemek közvetlen reakciójával:

2 Cs (s) + Br2 (g) → 2 CsBr (s)
A cézium és halogének közvetlen reakciója intenzív és nagy költségű, ezért nem használják cézium-halogenidek gyártásához.

## Felhasználása
A cézium-bromidot néha széles sávú spektrofotométerek optikájában használják a fényosztók anyagaként.

## Fordítás
Ez a szócikk részben vagy egészben  a   Caesium bromide című angol Wikipédia-szócikk ezen változatának fordításán alapul.  Az eredeti cikk szerkesztőit annak laptörténete sorolja fel. Ez a jelzés csupán a megfogalmazás eredetét és a szerzői jogokat jelzi, nem szolgál a cikkben szereplő információk forrásmegjelöléseként.